# Lila Yolanda Andrade
Lila Yolanda Andrade (Ciudad de México, 1940 - 3 de noviembre de 2015) fue una educadora, escritora y guionista mexicana.
Estudió lengua y literatura española habiéndose graduado en la Facultad de Filosofía y Letras en la Universidad Nacional Autónoma de México.
Fue una de las fundadoras de Sociedad General de Escritores de México (Sogem).
Falleció 3 de noviembre de 2015 a los 75 años.

## Libros
- 1982, El sabor de las aves
- 2011, La infamia contra la mujer a través de los siglos

## Guiones
- 1967, Adriana
- 1969, Tú eres mi destino
- 1986, Herencia maldita
- 1989, Lo blanco y lo negro
- 1995, Bajo un mismo rostro
- 1996, Bendita mentira
- 1997, Mujer, casos de la vida real